# Sen nocy letniej (film 1999)
Sen nocy letniej (A Midsummer Night's Dream) – amerykańska adaptacja filmowa sztuki Sen nocy letniej Williama Szekspira z 1999 r. w reżyserii Michaela Hoffmana.

## Fabuła
Komedia Szekspira o dwóch parach zakochanych w niewłaściwych partnerach.

## Obsada
- Kevin Kline jako Bottom
- Michelle Pfeiffer jako Titania
- Rupert Everett jako Oberon
- Stanley Tucci jako Puck
- Calista Flockhart jako Helena
- Anna Friel jako Hermia
- Christian Bale jako Demetrius
- Dominic West jako Lysander
- David Strathairn jako Theseus
- Sophie Marceau jako Hippolyta
- Roger Rees jako Peter Quince
- Bernard Hill jako Egeus
- Bill Irwin jako Tom Snout
- Sam Rockwell jako Francis Flute
- John Sessions jako Philostrate
- Max Wright jako Robin Starveling
- Gregory Jbara jako Snug